# أنطونيو مارتينيز فيليبي
أنطونيو مارتينيز فيليبي (بالإسبانية: Antonio Martínez Felipe) (7 مارس 1990 بمدريد في إسبانيا - ) هو لاعب كرة قدم إسباني في مركز الوسط. لعب مع ريال مدريد ج وريال مدريد كاستيا ونادي ميرانديس ونومانسيا.

## وصلات خارجية
- أنطونيو مارتينيز فيليبي على موقع قاعدة بيانات كرة القدم.إي يو (الإنجليزية)
- أنطونيو مارتينيز فيليبي على موقع Soccerbase.com (لاعب) (الإنجليزية)
- أنطونيو مارتينيز فيليبي على موقع Soccerway.com (الإنجليزية)
- أنطونيو مارتينيز فيليبي على موقع AS.com (الإسبانية)